# 天蝎座V951
天蝎座V951，又名CD-3412228，HD 162725、SAO 209430、HR 6663，是天蝎座的一颗恒星，视星等为6.42，位于銀經355.84，銀緯-4.54，其B1900.0坐标为赤經17h 47m 17.8s，赤緯-34° -4.54′ 30″。